# Dörzbach
Dörzbach település Németországban, azon belül Baden-Württembergben. Lakosainak száma 2597 fő (2023. december 31.). Dörzbach Mulfingen, Krautheim, Ingelfingen, Assamstadt és Bad Mergentheim községekkel határos.

## Népesség
A település népessége az elmúlt években az alábbi módon változott:
| Lakosok száma | 2216 | 2138 | 2074 | 1917 | 1824 | 2204 | 2377 | 2411 | 2390 | 2597 |
|               | 1961 | 1967 | 1974 | 1980 | 1987 | 1993 | 2000 | 2006 | 2013 | 2023 |